# Бокс на Летњим олимпијским играма 2008.
Такмичње у боксу је на Олимпијским играма одржано од 9. до 24. августа, у Пекиншкој радничкој хали. Учествовало је 283 такмичара из 77 земаља. Такмичење је одржано у 11 катгорија. Ово су биле последње Олимпијске игре на којима су само мушкарци учествовали. Већ од наредних Олимпијских игара 2012. у Лондону, одржаваће се такмичење и у женској конкуренцији.
У Пекингу је додељено укупно 44 медаље, од тога по 11 златних и сребрних, и 22 бронзане. Борбе за треће место нису одржаване, већ су оба поражена такмичара у полуфиналу добила бронзана одличија.

## Земље учеснице
| - Алжир (7) - Аргентина (1) - Аустралија (9) - Азербејџан (2) - Бахами (1) - Белорусија (4) - Боцвана (2) - Бразил (6) - Бугарска (2) - Венецуела (6) - Гамбија (1) - Гана (6) - Гватемала (1) - Гренада (1) - Грузија (2) - Грчка (2) - Америчка Девичанска Острва (2) - Доминиканска Република (6) - ДР Конго (1) - Египат (3) - Еквадор (3) - Замбија (3) - Индија {5} - Иран {3} - Ирска {5} - Италија {6} |  | - Јапан {2} - Јерменија {4} - Јужна Африка {1} - Јужна Кореја {5} - Казакстан {10} - Камерун {3} - Канада {3} - Кенија {4} - Кина {10} - Киргистан {1} - Колумбија {5} - Куба {10} - Лесото {1} - Литванија {3} - Мадагаскар {1} - Мађарска {5} - Мароко {10} - Маурицијус {2} - Мексико {3} - Молдавија {2} - Монголија {4} - Намибија (3) - Немачка (4) - Нигерија (9) - Папуа Нова Гвинеја (1) - Пољска (2) |  | - Порторико (5) - Румунија (2) - Русија (11) - Самоа (1) - Сједињене Америчке Државе (8) - Сијера Леоне (1) - Северна Кореја (1) - Тајланд (8) - Таџикистан (3) - Тунис (5) - Турска (5) - Туркменистан (1) - Уганда (1) - Уједињено Краљевство (7) - Украјина (7) - Узбекистан (7) - Француска (9) - Филипини (1) - Хаити (1) - Хрватска (2) - Централноафричка Република (1) - Црна Гора (1) - Шведска {2} - Шпанија {1} - Шри Ланка {1} |

## Резултати
| Дисциплина        | Злато                                      | Сребро                          | Бронза                                                          |
| папир детаљи      | Цоу Шиминг Кина                            | Пуревдоржијн Сердамба Монголија | Педи Барнс Ирска Јампијер Фернандез Куба                        |
| мува детаљи       | Сомџит Џонгџохор Тајланд                   | Андри Лафита Куба               | Георгиј Балакшин Русија Винченцо Пикарди Италија                |
| бантам детаљи     | Енхбатин Бадар-Уган Монголија              | Јанкијел Леон Куба              | Бруно Џули Маурицијус Вјачеслав Гожан Молдавија                 |
| перолака детаљи   | Васил Ломаченко Украјина                   | Хедафи Ђелхир Француска         | Јакуп Килич Турска Шахин Имранов Азербејџан                     |
| лака детаљи       | Алексеј Тишченко Русија                    | Дуда Сов Француска              | Храчик Јавахјан Јерменија Јорденис Угас Куба                    |
| полувелтер детаљи | Мануел Феликс Дијаз Доминиканска Република | Манус Бонџумнонг Тајланд        | Ронијел Иглесијас Куба Алекси Вастин Француска                  |
| велтер детаљи     | Бахит Сарсекбајев Казакстан                | Карлос Банто Суарез Куба        | Ханати Силаму Кина Ким Ђунг-Ђу Јужна Кореја                     |
| средња детаљи     | Џејмс Дегал Уједињено Краљевство           | Емилио Кореја Куба              | Дарен Сатерленд Ирска Виџендер Кумар Индија                     |
| полутешка детаљи  | Џунг Сајопинг Кина                         | Кенет Иган Ирска                | Тони Џефрис Уједињено Краљевство Јеркебујан Шиналијев Казакстан |
| тешка детаљи      | Рахим Чахкијев Русија                      | Клементе Русо Италија           | Осмај Акоста Куба Деонте Вајлдер САД                            |
| супертешка детаљи | Роберто Камареле Италија                   | Џанг Џилеи Кина                 | Вјачеслав Глазков Украјина Дејвид Прајс Уједињено Краљевство    |

## Биланс медаља
| Ранг   | Држава                    | Злато | Сребро | Бронза | Укупно |
| 1      | Кина                      | 2     | 1      | 1      | 4      |
| 2      | Русија                    | 2     | 0      | 1      | 3      |
| 3      | Италија                   | 1     | 1      | 1      | 3      |
| 4      | Монголија                 | 1     | 1      | 0      | 2      |
| 4      | Тајланд                   | 1     | 1      | 0      | 2      |
| 6      | Уједињено Краљевство      | 1     | 0      | 2      | 3      |
| 7      | Казакстан                 | 1     | 0      | 1      | 2      |
| 7      | Украјина                  | 1     | 0      | 1      | 2      |
| 9      | Доминиканска Република    | 1     | 0      | 0      | 1      |
| 10     | Куба                      | 0     | 4      | 4      | 8      |
| 11     | Француска                 | 0     | 2      | 1      | 3      |
| 12     | Ирска                     | 0     | 1      | 2      | 3      |
| 13     | Јерменија                 | 0     | 0      | 1      | 1      |
| 13     | Азербејџан                | 0     | 0      | 1      | 1      |
| 13     | Индија                    | 0     | 0      | 1      | 1      |
| 13     | Јужна Кореја              | 0     | 0      | 1      | 1      |
| 13     | Молдавија                 | 0     | 0      | 1      | 1      |
| 13     | Маурицијус                | 0     | 0      | 1      | 1      |
| 13     | Турска                    | 0     | 0      | 1      | 1      |
| 13     | Сједињене Америчке Државе | 0     | 0      | 1      | 1      |
| Укупно | Укупно                    | 11    | 11     | 22     | 44     |